# فخر الرازي
فخر الرازي (من مواليد 13 أبريل 1980) مغني وفنان من بروناي دار السلام. ولد فخر الرازي في 13 أبريل 1980، فنان بروناي دار السلام، وهو أيضًا معلق في برنامج المواهب المغني D'Academy Asia dangdut الذي يبث على قناة Indosiar. D'Academy Asia Indosiar قبل أن يبدأ مسيرته المهنية في إندونيسيا، من المعروف أن فخرول قد وضع قدمه لأول مرة وبدأ مسيرته المهنية في ماليزيا.

## حياة مهنية
فخر الرازي المغني البخاري جاز وهو نوع من الموسيقى التي 'نادرة' في بلدها الأصلي. ومع ذلك ، يعتقد فخر أنه يستطيع تطوير حياته المهنية في بلد مجاور بروني مثل إندونيسيا، الفلبين، ماليزيا وسنغافورة.
بصرف النظر عن كونه معلقا في أكاديمية آسيا ، فقد مثل فخر الرازي بروني في العرض بطولة العالم للفنون المسرحية عقدت في هوليوود, الولايات المتحدة. بالإضافة إلى ذلك ، يعرف فخر أيضا بأنه مضيف على محطة آر تي بي وكان مذيعا إذاعيا كريستاليا بروني.
وفي عالم الموسيقى، بدأ فخر الرازي خطواته بإصدار ألبوم بالتعاون مع موسيقيين من ماليزيا وإندونيسيا والفلبين. موسيقى ماليزيا إندونيسيا الفلبين في ذلك الوقت، كان ريكا روسلان موسيقيًا إندونيسيًا عمل معه. ريكا رسلان اندونيسيا

## ديسكغرافيا
- جديلة عيدفيتري (2004)
- احتفل بطه كيتاني

## أعزب
- هل انا مخطئ؟
- اول مرة
- رحمت
- لا أستطيع تحمله
- أنا وضعت الأمر على هذا النحو
- دامبا
- استيقظ
- "لو كانت هناك سعادة"
- "ابتسامتك المظلمة"
- "مطلق"
- "شسم"
- "يطفئ"
- "خبرة"
- "قصة حب"
- "نعم إنه كذلك"
- "الانتظار لي"
- "الخنجر السحري"

## رابط خارجي
- (بالإندونيسية) Profil Fakhrul Razi[وصلة مكسورة]
- Fakhrulraz1 على تويتر.
- فخر الرازي على إنستغرام